# Sierpień 2019

## 27 sierpnia
- Prezydent Indonezji Joko Widodo ogłosił, że stolica kraju zostanie przeniesiona z Dżakarty na Jawie na wyspę Borneo, do prowincji Borneo Wschodnie. Zdaniem Widodo operacja przeniesienia stolicy ma kosztować 466 bilionów indonezyjskich rupii (ok. 33 mld dolarów)[1].

## 24 sierpnia
- W wyborach parlamentarnych na Nauru mandat utracił dotychczasowy prezydent kraju Baron Waqa. Nowego szefa rządu wskaże parlament[2].

## 22 sierpnia
- W wyniku wybuchu paniki w tłumie zebranym przed koncertem w Algierze, stolicy Algierii, śmiertelnie zadeptanych zostało pięć osób, a kilkadziesiąt zostało poranionych[3].
- Irańskie wojsko zaprezentowało mobilny system rakiet ziemia-powietrze Bavar 373. Nowy system ma móc zniszczyć wybrany cel z odległości 250 km. Media państwowe przedstawiły go jako konkurencyjny dla rosyjskich wyrzutni przeciwlotniczych S-300[4].
- W wyniku gwałtownej burzy w Tatrach 5 osób zmarło, a ponad 140 zostało poszkodowanych[5].
- W obliczu niemożliwości wyłonienia nowego rządu po lipcowej rezygnacji premiera Ramusha Haradinaja parlament Kosowa zdecydował o samorozwiązaniu i przedterminowych wyborach[6].

## 20 sierpnia
- Brazylijski Narodowy Instytut Badań Kosmicznych na podstawie obserwacji satelitarnych ogłosił, że od stycznia br. miało miejsce ponad 75 tys. pożarów lasów w tym kraju, z czego co najmniej 40 tys. to pożary amazońskich lasów deszczowych[7][8][9]

## 17 sierpnia
- Opozycja podpisała porozumienie z rządzącą Sudanem od kwietniowego zamachu stanu Tymczasową Radą Wojskową, co umożliwi powołanie tymczasowego rządu, który ma przeprowadzić transformację demokratyczną. Na premiera został wskazany ekonomista Abd Allah Hamduk[10].

## 12 sierpnia
- Na terenie wykopalisk w Pompejach na południu Włoch znaleziono resztki szkatułki z drewna i metalu pełnej amuletów i różnych przedmiotów z bursztynu, kryształu i ametystu, zbiór nadzwyczajnych talizmanów w kształcie dzwonków i laleczek oraz kobiecą biżuterię. W skład kolekcji wchodzą przede wszystkim dziesiątki amuletów, mających odstraszać złe moce i przynosić szczęście[11].

## 11 sierpnia
- Zginęły co najmniej 93 osoby, a ponad 400 tys. zostało ewakuowanych z obszarów w południowych Indiach, na których z powodu ulewnych opadów deszczu wystąpiły powodzie i osunięcia ziemi. Najbardziej ucierpiał stan Kerala, gdzie liczba ofiar śmiertelnych wzrosła do 57, a 165 tysięcy ludzi opuściło swe domy[12].
- Co najmniej 14 osób zostało rannych w wyniku huraganu, który przeszedł przez gminy Pétange i Bascharage w południowo-zachodnim Luksemburgu. Tornado uszkodziło ok. 160 budynków i dokonało wiele mniejszych zniszczeń[13].

## 10 sierpnia
- 75 osób zginęło w eksplozji cysterny z ropą w pobliżu Morogoro w Tanzanii. Do wybuchu doszło po wypadku drogowym cysterny, która przewróciła się i rozszczelniła, a wyciekające paliwo próbowali zabierać przypadkowi ludzie[14].

## 9 sierpnia
- 18 osób zginęło, 14 uznawanych jest za zaginione, a ponad milion zostało ewakuowanych z powodu tajfunu Lekima, który uderzył w wybrzeże Chin na południe od Szanghaju. W Szanghaju oraz prowincjach Zhejiang i Jiangsu kataklizm dotknął łącznie ponad 4 mln osób i spowodował przerwy w dostawie prądu do ponad 3 mln mieszkań. Ponadto zawaliło się około 700 budynków, a 14 tys. innych zostało w różnym stopniu uszkodzonych; odnotowano również zniszczenia na 103 tys. hektarów pól uprawnych[15].
- Rosjanin Pawieł Siwakow zwyciężył w 76. edycji Tour de Pologne[16].
- Marek Kuchciński złożył rezygnację z funkcji Marszałka Sejmu[17].

## 8 sierpnia
- Na południowym zachodzie Turcji wystąpiło trzęsienie ziemi o magnitudzie 5.7, w wyniku którego zostało rannych ponad 20 osób, a kilka budynków zostało uszkodzonych. Ognisko wstrząsów znajdowało się około 9 km na wschód od popularnej wśród turystów miejscowości Denizli[18].

## 4 sierpnia
- 10 osób zginęło, a 26 zostało rannych w wyniku strzelaniny w Dayton[19].

## 3 sierpnia
- 20 osób zginęło, a 26 zostało rannych w wyniku strzelaniny w supermarkecie w El Paso[20].

## 2 sierpnia
- Gubernator Portoryko Ricardo Rosselló oficjalnie podał się do dymisji, w odpowiedzi na trwające od kilku tygodni masowe protesty wywołane ujawnieniem jego homofobicznych i seksistowskich wypowiedzi oraz aferami korupcyjnymi w jego otoczeniu[21].

## 1 sierpnia
- Kilkadziesiąt osób (prawdopodobnie ok. 30–40) zginęło w wyniku ataku rakietowego podczas defilady wojskowej w mieście Aden w Jemenie[22].